# Vîșcevesele, Velîka Pîsarivka
Vîșcevesele (în ucraineană Вищевеселе) este localitatea de reședință a comunei Vîșcevesele din raionul Velîka Pîsarivka, regiunea Sumî, Ucraina.

## Demografie
Componența lingvistică a localității Vîșcevesele
     Ucraineană (92,53%)
     Rusă (7,07%)
     Alte limbi (0,4%)
Conform recensământului din 2001, majoritatea populației localității Vîșcevesele era vorbitoare de ucraineană (92,53%), existând în minoritate și vorbitori de rusă (7,07%).